# Mansariella lacustris
Mansariella lacustris är en nässeldjursart som beskrevs av Malhotra, Duda och Jyoti 1976. Mansariella lacustris ingår i släktet Mansariella och familjen Olindiasidae. Inga underarter finns listade i Catalogue of Life.